# Шаройцы
Шарой (самоназвание — мн. ч. «Шlорой», ед. ч. — «шlуоро»; также «Шуар») — один из чеченских тайпов, в традиции чеченской этноиерархии считается одним из девяти тукхумов. У М. Мамакаева шарой включены в список основных чеченских тайпов. Вероисповедание — ислам суннитского толка.

## Расселение
Чеченский краевед, педагог и народный поэт А. С. Сулейманов зафиксировал представителей тайпа в населённых пунктах: Урус-Мартан, Алхазурово, Самашки, Закан-Юрт, Ищерская, Наурская, Новотерская, Мекенская. Представителями тайпа основано также селение Новый Шарой. Относительно рано начавшаяся миграция шароевцев из гор на равнину привела к появлению их представителей в равнинных аулах, расположеных в современных границах Чечни и в Аухе, предгорном участке бассейнов рек Аксай и Акташ, где возник аул Шарой-Мохк.
Кроме крупного башенного аула Шарой, в составе тайпа имелись и другие аулы, отселки и башни, входившие в границы общества: Хиндой, Махдан-аул, Битин-аул, Гедакха, Матаройн-аул, Пъан-корта, Циегухишка, Къуби-аул, Цикха-аул, Дюша-аул, Шовхалан Хизарандукъ, Экхаращ-аул, Хьеша-аул, Бовкоьрта и другие.

## Язык
Язык общения — шаройский диалект чеченского языка. Шароевский диалект является чуть ли не единственным диалектом, в котором практически нет заимствований и сохранены древние формы слов. Это объясняется также тем, что Шаройский район — один из самых высокогорных и труднодоступных в Чечне. На шароевском диалекте говорят представители тайпа Шарой и несколько его ответвлений (Хуландой, Гой, Кейхосрой, Мозухой, Хитлой, Ашнай и нек. др.), шаройский диалект подразделяется на химойский говор, кирийский говор, кенхинский говор и хиндойский говор. Самым близким, и, по сути, единым с шаройским диалектом считается чеберлоевский диалект. Различие между ними в 2 пунктах: отсутствие в чеберлойском передачи «рш» как «рч», и в отличном от вайнахских языков эргативном падеже в шаройском диалекте (вместо общенахского -о шаройцами используется -ие).

## Состав
| Список тайпов тукхума |           |                                                                         |                                                      |
| Название              | Название  | Ветви (гара, некъе)                                                     | Родовые центры                                       |
| Шарой                 | Шарой     | Тангхой, Айтгор, Г1енишгор, Пе риллайгор, Цогалгор, Г1унтгор, Х1ебаллой | Шарой, Джагалдей, Джангулдой, Давыденко, Новый Шарой |
| Шикарой               | Шикъарой  | Чапал, Ваги, Шалай                                                      | Шикарой, Икарой, Говолдой, Дукархой, Чехилдой,       |
| Хакмадой              | Хьакмадой | Богай, Бей, Кучи, Супур, Іаьли-Іумар, Воккхай, Къешай, Курай, ТІебугІей | Хакмадой, Хашелдой                                   |
| Хуландой              | Хуландой  | Сулдан, Тепхо, Галандо                                                  | Хуландой, Серчихи,                                   |
| Химой                 | Хӏимой    | Алти, Албаган, ПІачин, Шарипан                                          | Химой, Босой,                                        |
| Сандухой              | Сандухой  | Кочие, Ушби, Кебасе                                                     | Сандухой, Качехой, Кебосой, Мозухи, Даней,           |
| Буттий                | Буттий    | Іисай, Мунгара, Майрби, Хорсой, Иеламан, Ислам                          | Бути                                                 |
| Кирий                 | Кирий     | —                                                                       | Кири, Деха-аул, Пхята                                |
| Кесалой               | Кӏесалой  | —                                                                       | Кесалой                                              |
| Кенхой                | КӀенхой   | —                                                                       | Кенхи                                                |
| Чейрой                | Чайрой    | —                                                                       | Чайры                                                |
| Цесий                 | Ц1есий    | Сунтар, Цацакхи, Курбани,                                               | Цеси                                                 |